# Championnat de Jordanie de football 2012-2013
Navigation
Saison précédente Saison suivante
La saison 2012-2013 du Championnat de Jordanie de football est la soixante-quatrième édition du championnat de première division en Jordanie.
La compétition est disputée sous forme de poule unique où les douze meilleurs clubs du pays s'affrontent deux fois au cours de la saison, à domicile et à l'extérieur. En fin de saison, les deux derniers du classement sont relégués et remplacés par les deux meilleurs clubs de deuxième division.
C'est le Shabab Al-Ordon Club qui remporte la compétition après terminé en tête du classement final, avec huit points d'avance sur Al-Weehdat Club et onze sur Al Arabi Irbid. Il s'agit du second titre de champion de Jordanie de l'histoire du club après celui remporté en 2006.

## Les clubs participants
| - Al-Weehdat Club - Al Yarmouk Amman - Shabab Al-Hussein - Promu de D2 - Shabab Al-Ordon Club - Al Jazira Amman - Al Ramtha Sports Club | - Mansheyat Bani Hasan - Al-Faisaly Club - Al Buqa'a - Al Arabi Irbid - That Ras - Al-Sareeh SC - Promu de D2 |

## Compétition
Le barème utilisé pour établir le classement est le suivant :
- Victoire : 3 points
- Match nul : 1 point
- Défaite : 0 point

### Classement
| Rang | Équipe                | Pts | J  | G  | N  | P  | Bp | Bc | Diff |
| ---- | --------------------- | --- | -- | -- | -- | -- | -- | -- | ---- |
| 1    | Shabab Al-Ordon Club  | 53  | 22 | 16 | 5  | 1  | 48 | 22 | +26  |
| 2    | Al-Weehdat Club       | 45  | 22 | 13 | 6  | 3  | 43 | 23 | +20  |
| 3    | Al Arabi Irbid        | 42  | 22 | 12 | 6  | 4  | 33 | 23 | +10  |
| 4    | Al Ramtha Sports Club | 41  | 22 | 12 | 5  | 5  | 46 | 24 | +22  |
| 5    | Al-Faisaly ClubT      | 37  | 22 | 11 | 4  | 7  | 36 | 23 | +13  |
| 6    | Al-Jazira Amman       | 31  | 22 | 7  | 10 | 5  | 25 | 15 | +10  |
| 7    | That RasC             | 26  | 22 | 6  | 8  | 8  | 32 | 35 | -3   |
| 8    | Al Buqa'a             | 25  | 22 | 7  | 4  | 11 | 23 | 31 | -8   |
| 9    | Mansheyat Bani Hasan  | 23  | 22 | 6  | 5  | 11 | 23 | 31 | -8   |
| 10   | Al-Sareeh SCP         | 19  | 22 | 4  | 7  | 11 | 19 | 30 | -11  |
| 11   | Al Yarmouk Amman      | 15  | 22 | 3  | 6  | 13 | 20 | 44 | -24  |
| 12   | Shabab Al-HusseinP    | 5   | 22 | 1  | 2  | 19 | 13 | 60 | -47  |

|  | Qualification pour le tour préliminaire de la Ligue des champions de l'AFC 2014          |
|  | Qualification pour la Coupe de l'AFC 2014                                                |
|  | Qualification pour la Coupe de l'UAFA 2013-2014                                          |
|  | Relégation directe en deuxième division                                                  |
|  | T : Tenant du titre C : Vainqueur de la Coupe de Jordanie P : Promu de deuxième division |

## Bilan de la saison
| Championnat de Jordanie de football 2012-2013         |                                 |
| Champion                                              | Shabab Al-Ordon Club (2e titre) |
| Coupes et trophées                                    |                                 |
| Vainqueur de la Coupe de Jordanie 2012-2013           | That Ras                        |
| Qualifications continentales                          |                                 |
| Ligue des champions de l'AFC 2014 (tour préliminaire) | Shabab Al-Ordon Club            |
| Coupe de l'AFC 2014                                   | Al-Weehdat Club                 |
| Coupe de l'UAFA 2013-2014                             | Al Arabi Irbid                  |
| Coupe de l'UAFA 2013-2014                             | Al Ramtha Sports Club           |
| Promotions et relégations                             |                                 |
| Promus en première division                           | Al Sheikh Hussein               |
| Promus en première division                           | Al Hussein Irbid                |
| Relégués en deuxième division                         | Al Yarmouk Amman                |
| Relégués en deuxième division                         | Shabab Al-Hussein               |